# Denksport

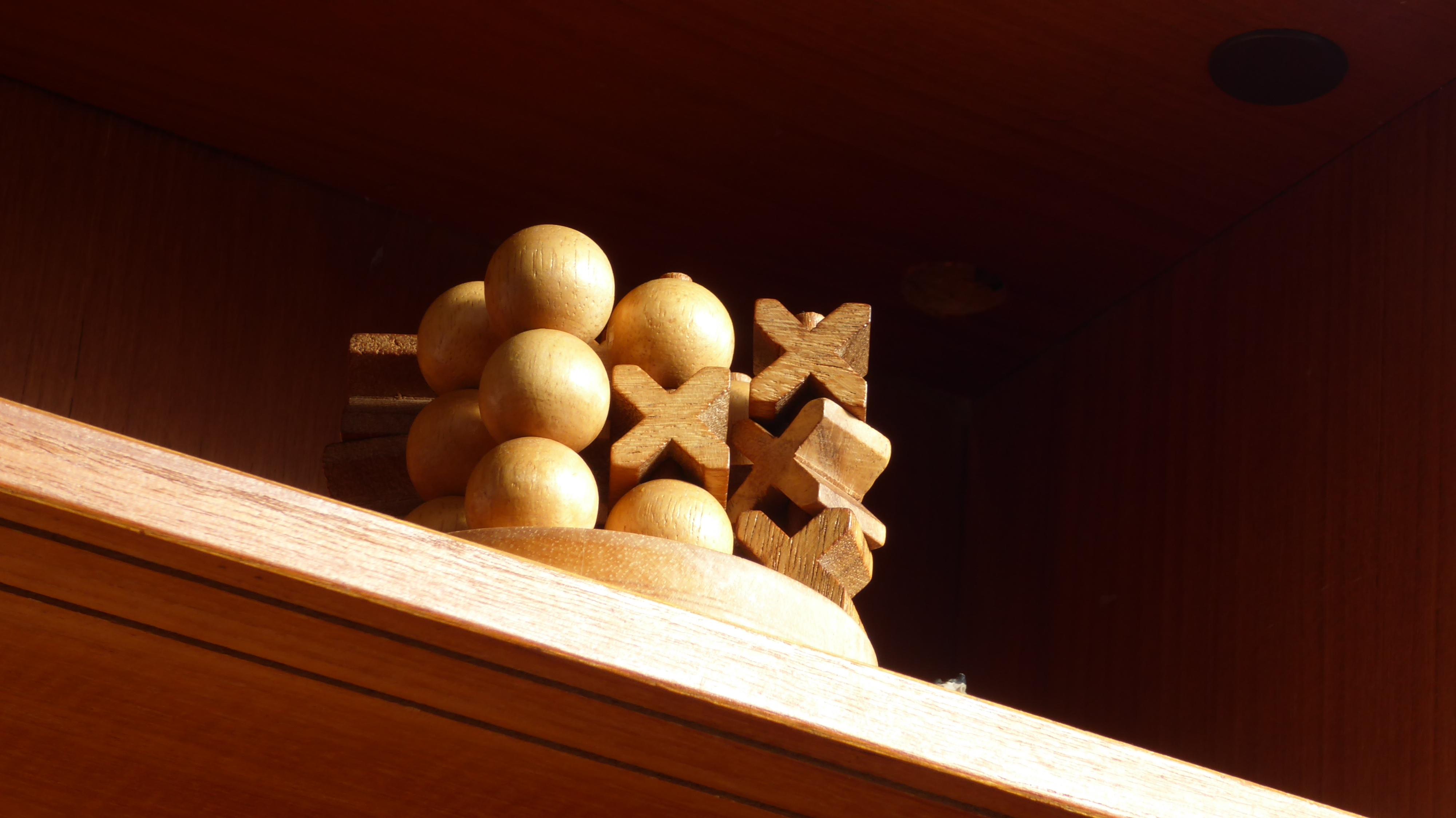
Denksport

Unter Denksport versteht man eine mentale Disziplin, die in Form von Meisterschaften oder Wettbewerben betrieben wird. Der Begriff wird umgangssprachlich aber auch oft für knifflige Rätselaufgaben benutzt.

## Abgrenzung vom Denkspiel
Denkspiel und Denksport lassen sich nicht eindeutig voneinander abgrenzen. Die Übergänge von den Denkspielen zum Denksport sind fließend: Der Duden definiert Denksport übergreifend als „das Lösen von rätselartigen Aufgaben durch Nachdenken“. Das Grundwort sagt aus, dass beide vorrangig  das Denkvermögen beanspruchen. Strategiespiele wie das Damespiel, das Schachspiel oder das Go bzw. Merkspiele wie das Memory sind in erster Linie Spielformen, die zur Freizeitunterhaltung dienen, aber auch als hoch anspruchsvoller Sport betrieben werden können. Es sind „Spiele zum Problemlösen“, die „höchste Ansprüche stellen an Konzentration, Gedächtnis, Kombinationsvermögen und strategische Intelligenz“.  Intellektuelle Leistungsanforderungen stellen sich im Denkspiel wie im Denksport, und Wettkämpfe werden sowohl im Spiel als auch im Sport ausgetragen. Sie sind kein klares Unterscheidungsmerkmal. Es lässt sich allenfalls ein gradueller Unterschied der mehr oder weniger intensiven Befassung mit dem Spiel ausmachen, wie er z. B. auch beim Fußballspiel erkennbar wird, das als Straßenspiel, aber auch als professioneller Hochleistungssport betrieben werden kann.

## Verband
Die Denksportarten sind in der International Mind Sports Association organisiert.